# Montuenga (Segovia)
Montuenga es una localidad española, constituida como entidad local menor, del municipio de Codorniz, perteneciente a la provincia de Segovia, en la comunidad autónoma de Castilla y León.

## Geografía

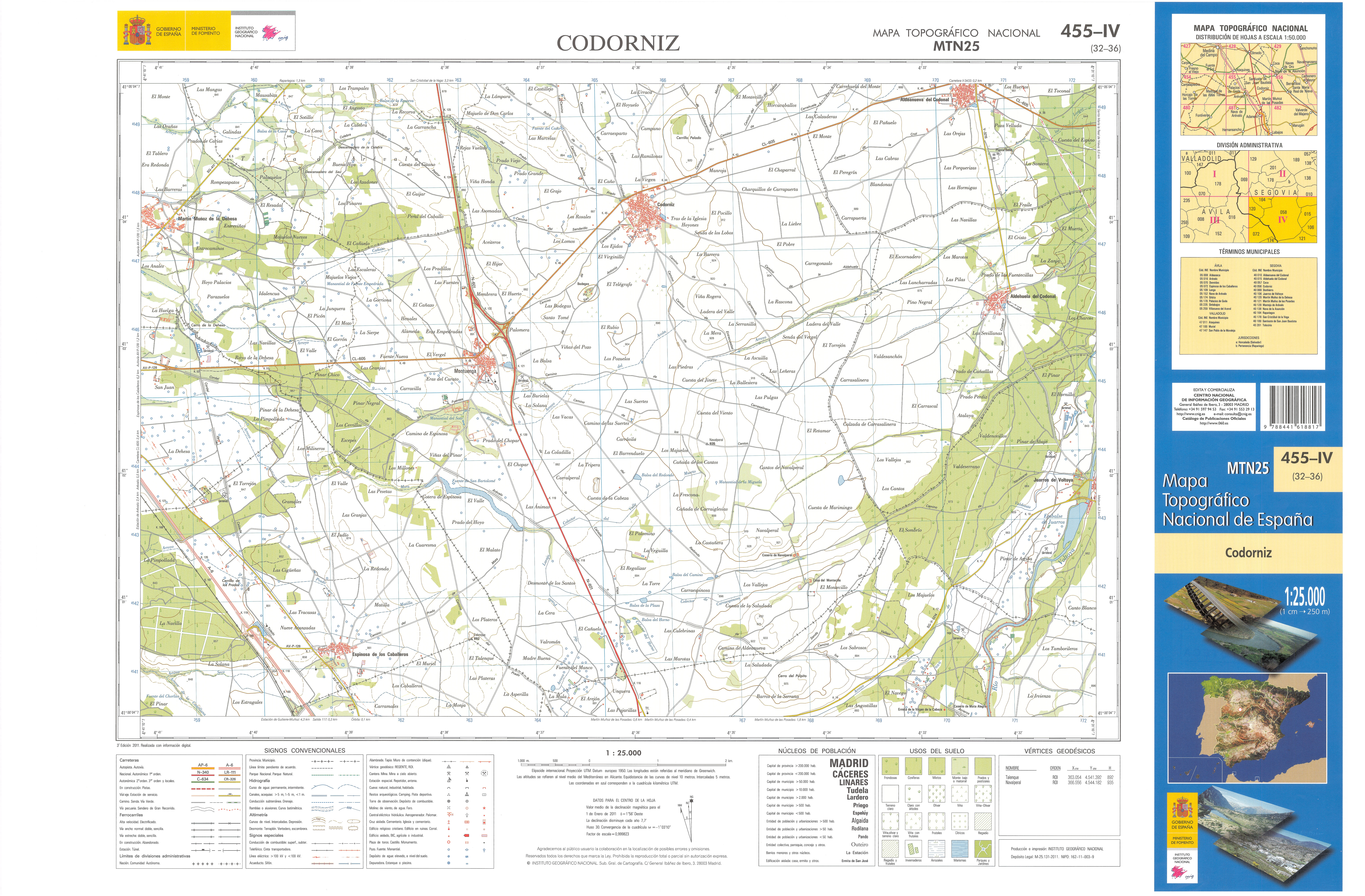
Fragmento de la hoja 455 del Mapa Topográfico Nacional de España de 2011 en el que se representa parte de Montuenga

Está situada en el territorio de la Campiña Segoviana, junto al límite con la provincia de Ávila en la intersección de la carreteras: N-601 (Adanero-Valladolid) y CL-605 (Arévalo-Segovia), a una altitud de 902 m sobre el nivel del mar.
| Noroeste: Martín Muñoz de la Dehesa y Rapariegos                      | Norte: Martín Muñoz de la Dehesa, Rapariegos, Codorniz | Noreste: Codorniz                               |
| Oeste: Espinosa de los Caballeros, Arévalo, Martín Muñoz de la Dehesa |                                                        | Este: Aldehuela del Codonal, Juarros de Voltoya |
| Suroeste: Espinosa de los Caballeros, Orbita                          | Sur: Martín Muñoz de las Posadas, Orbita               | Sureste: Juarros de Voltoya                     |

## Historia
De fundación medieval, es citada por primera vez en 1250, cuando el cardenal Gil de Torres la incluye en una relación de pueblos que debía pagar para mantener la mesa episcopal. Estuvo integrada en la comunidad de villa y tierra de Arévalo, por algunos años en la diócesis de Palencia hasta 1135, siendo a partir de ese momento territorio abulense hasta la división provincial de 1833 cuando pasó al partido judicial de Santa María la Real de Nieva, en la provincia de Segovia.
El origen de su nombre podría ser el término monte de manera despectiva o tal vez de la unión de mota (pequeña elevación) y luenga (larga), quizá traído por repobladores de la Montuenga soriana o la burgalesa.
A mediados del siglo XIX, el lugar tenía contabilizada una población de 217 habitantes. Aparece descrito en el decimoprimer volumen del Diccionario geográfico-estadístico-histórico de España y sus posesiones de Ultramar de Pascual Madoz de la siguiente manera:

MONTUENGA: l. con ayunt. de la prov. de Segovia (8 leg.), part. jud. de Sta. Maria de Nieva (3), aud. terr. de Madrid (18), c. g. de Castilla la Nueva, dióc. de Avila (8): sit. en una pequeña altura y en medio de la carretera de Castilla la Vieja, le combaten todos los vientos; y su clima es propenso por lo comun á fiebres intermitentes, pleuresías, pulmonías y bastantes carbunclos: tiene 70 casas de mediana construccion, distribuidas en 3 calles y una plazuela: hay casa de ayunt. en la que está la cárcel; escuela de instruccion primaria comun a ambos sexos, á la que concurren sobre 48 niños y 19 niñas que se hallan á cargo de un maestro dotado con 1,100 rs, y una igl. parr. (San Bartolomé) servida por un cura párroco, cuyo curato es de segundo ascenso y de provision ordinaria, el cementerio está en parago que no ofende la salud pública, y los vec. se surten de aguas para sus usos de 2 abundantes pozos y una fuente que se hallan á corta dist. del pueblo: confina el term. N. Codorniz; E. Juarros y la Aldebuela; S. Martin Muñoz de las Posadas, y O. Arévalo y Martin Muñoz de la Dehesa: se estiende 1 leg, de N. á S. y 1/2 de E. á O., y comprende un desp. titulado Nava el Peral del Campo; entre S. y O. un pinar albar, bastante poblado; un soto sin arbolado con solo algunos matorrales de zarzas y espinos, un prado natural llamado el Valle, algun otro de poca estension y 6,000 fan. de tierra, de las cuales 5,200 estan cultivadas. El terreno es de mediana calidad: caminos: los que dirijen á los pueblos limítrofes y la carretera de Madrid á Valladolid: el correo se recibe de Arévalo, por lo general en los dias de mercado. prod.: trigo, cebada, centeno, algarrobas, piñon, garbanzos y otras legumbres: mantiene ganado lanar, vacuno y caballar y cria caza de liebres, perdices y otras aves. ind.: la agrícola y 3 tejares en decadencia: el comercio está reducido á la esportacion de los granos sobrantes para los mercados de Arévalo, y alguna lana basta. pobl.: 61 vec., 217 alm. cap. imp.: 51,863 rs. contr.: segun el cálculo general y oficial de la prov., 20'72 por 100: el presupuesto municipal asciende á 2,144 rs., que se cubren con el prod. de propios.
(Madoz, 1848, p. 571)

El municipio de Montuenga desapareció el 29 de enero de 1970, al ser incorporado al de Codorniz. Posteriormente, el 10 de agosto de 1976, se constituyó como entidad local menor. En 2000 fue denegada la solicitud de segregación del municipio para constituirse como municipio independiente.

## Demografía
| Gráfica de evolución demográfica de Montuenga entre 1842 y 1960 |
| |
| Población de derecho según los censos de población del INE Población de hecho según los censos de población del INEEntre el censo de 1970 y el anterior, este municipio desaparece porque se integra en el municipio 40058 (Codorniz) |

| 149           | 142 | 144 | 141 | 137 | 131 | 116 | 103 | 111 | 97 | 96 | 104 |
| (Fuente: INE) |     |     |     |     |     |     |     |     |    |    |     |

## Administración y política
Depende del Ayuntamiento de Codorniz, pero cuenta con su propia alcaldía con cierto grado de autogestión al ser una entidad local menor desde 1976. En 2000 se denegó la petición de segregarse retornando a ser un municipio independiente.
| Periodo   | Nombre                  | Partido |
| --------- | ----------------------- | ------- |
| 1991-1995 | Felipe Gallego Gallego  | PSOE    |
| 1995-1999 | Fernando Pablos Lumbres | PP      |
| 1999-2003 | Lucas Aguado Lázaro     | PP      |
| 2003-2007 | Lucas Aguado Lázaro     | PSOE    |
| 2007-2011 | Lucas Aguado Lázaro     | PSOE    |
| 2011-2015 | Roberto Soblechero Sanz | PP      |
| 2015-2019 | Roberto Soblechero Sanz | PP      |
| 2019-2023 | Lucas Aguado Lázaro     | PSOE    |
| 2023-act. | Lucas Aguado Lázaro     | PSOE    |

### Organización municipal
Como entidad local menor, dispone de una Junta Vecinal regulada por la Ley de Régimen Local de 1998 de Castilla y León. Al frente de esta Junta Vecinal hay un alcalde pedáneo, elegido democráticamente por los cucos. Este alcalde pedáneo nombra a un miembro de la Junta Vecinal, que se completa con el candidato de la segunda lista más votada.

## Patrimonio
En la localidad se encuentra la iglesia de San Bartolomé, de estilo mudéjar.

## Fiestas
- San Bartolomé, el 24 y 25 de agosto.[9]